# Movilización Nacional
El Movilización Nacional (MOBILIZA), en portugués Mobilização Nacional, es un partido político de Brasil. Se fundó en 1984 y su código electoral es el 33. Por problemas con el tribunal electoral brasileño tuvo que registrarse de nuevo, obteniendo el registro definitivo en el 1990. Su ideología es nacionalista y centrista. En el momento de su creación abogaba por la reforma agraria, acabar con las relaciones con el FMI y una moratoria de la deuda externa. En las elecciones generales de Brasil del 2002, el PMN obtuvo 1 diputado y apoyó a Lula en la elección presidencial.[cita requerida]
En las elecciones del 2006 consiguió tres diputados y no apoyó a ningún contendiente de la elección presidencial. Al no superar la cláusula de barrera situada en el 5%, se integró en un nuevo partido denominado Movilización Democrática. Sin embargo, al declararse inconstitucional la cláusula de barrera, volvió a ser un partido independiente.